# Riccardo di Lincoln
Riccardo, FitzRoy o di Lincoln (prima del 1101 – La Manica davanti a Barfleur, 25 novembre 1120), Figlio illegittimo di Enrico I d'Inghilterra, fu al fianco del padre in diverse spedizioni.

## Origine
Secondo il Chronicon Monasterii de Abingdon, Vol. II era figlio illegittimo del re d'Inghilterra e duca di Normandia, Enrico I Beauclerc, e di Ansfrida (ca. 1070 - † dopo il 1109, di cui non ci sono noti i nomi dei suoi ascendenti, che era vedova di Anskill di Seacourt.
Enrico i Beauclerc, sia secondo il monaco e cronista normanno Guglielmo di Jumièges, autore della sua Historiæ Normannorum Scriptores Antiqui, che il cronista e monaco benedettino dell'abbazia di Malmesbury, nel Wiltshire (Wessex), Guglielmo di Malmesbury, il monaco e cronista inglese, Orderico Vitale, e il cronista e monaco benedettino inglese, Matteo di Parigi, era il figlio maschio quartogenito del duca di Normandia e re d'Inghilterra, Guglielmo il Conquistatore e di Matilde delle Fiandre (1032 - 1083).

## Biografia
Riccardo accompagnò il padre, Enrico I, negli intervenuti in Normandia per sottomettere i baroni ribelli, nel 1118 e nel 1119:
- quando il re di Francia, Luigi VI il Grosso, nel 1119, occupò la piazzaforte di Les Andelys, secondo Orderico Vitale, Riccardo, assieme a 140 cavalieri anglo-normanni che si trovavano all'interno, furono fatti prigionieri dai francesi, ma Luigi VI permise loro di lasciare la fortezza[8];
- subito dopo, sempre assieme al padre, partecipò all'assedio di Breteuil, per reprimere la ribellione di Eustachio di Pacy[9], marito di sua sorella, Giuliana[10]; sempre Orderico Vitale riferisce che Riccardo si spese per la causa della sorella[11], che in ultimo fu perdonata e gli fu restituito il castello[12];
- poi, sempre col padre ed il fratellastro, Roberto[13], partecipò alla battaglia nella piana di Brémule, nei pressi di Gaillardbois-Cressenville, che si concluse con la disfatta di Luigi VI[14].

Dopo la pacificazione della Normandia, e la pace con Luigi VI, che si concluse nel 1120 con l'omaggio al re di Francia da parte di suo fratellastro, Guglielmo Adelin, figlio di Enrico I ed erede al trono d'Inghilterra, nell'autunno del 1120, secondo il Florentii Wigornensis Monachi Chronicon, fu organizzato il ritorno in Inghilterra.
Riccardo si imbarcò, in compagnia del fratellastro, Guglielmo Adelin sulla Nave Bianca che affondò, mentre attraversava la Manica, il 25 novembre 1120, al largo della costa normanna del Cotentin, nel naufragio notturno causato dell'urto contro uno scoglio affiorante, come racconta anche Guglielmo di Malmesbury.
Ad eccezione di un marinaio, morirono tutti, tra cui, oltre al fratellastro, anche la sorellastra, Matilde e la cugina, Lucia-Mahaut.

## Discendenza
Di Riccardo non si conosce alcuna discendenza.

## Ascendenza
|                           |   |                        | Genitori                |  |  | Nonni |  |  | Bisnonni               |  |  | Trisnonni                |  |
|                           |   |                        |                         |  |  |       |  |  | Roberto I di Normandia |  |  | Riccardo II di Normandia |  |
|                           |   |                        |                         |  |  |       |  |  | Roberto I di Normandia |  |  | Riccardo II di Normandia |  |
|                           |   | Giuditta di Bretagna   |                         |  |  |       |  |  | Roberto I di Normandia |  |  |                          |  |
| Guglielmo I d'Inghilterra |   |                        |                         |  |  |       |  |  | Roberto I di Normandia |  |  |                          |  |
|                           |   | Herleva                | Fulbert di Falaise      |  |  |       |  |  |                        |  |  |                          |  |
|                           |   | Herleva                | Fulbert di Falaise      |  |  |       |  |  |                        |  |  |                          |  |
|                           |   | Herleva                | Duda                    |  |  |       |  |  |                        |  |  |                          |  |
| Enrico I d'Inghilterra    |   | Herleva                |                         |  |  |       |  |  |                        |  |  |                          |  |
|                           |   | Baldovino V di Fiandra | Baldovino IV di Fiandra |  |  |       |  |  |                        |  |  |                          |  |
|                           |   | Baldovino V di Fiandra | Baldovino IV di Fiandra |  |  |       |  |  |                        |  |  |                          |  |
|                           |   | Baldovino V di Fiandra | Ogiva di Lussemburgo    |  |  |       |  |  |                        |  |  |                          |  |
| Matilde delle Fiandre     |   | Baldovino V di Fiandra |                         |  |  |       |  |  |                        |  |  |                          |  |
|                           |   | Adele di Francia       | Roberto II di Francia   |  |  |       |  |  |                        |  |  |                          |  |
|                           |   | Adele di Francia       | Roberto II di Francia   |  |  |       |  |  |                        |  |  |                          |  |
|                           |   | Adele di Francia       | Costanza d'Arles        |  |  |       |  |  |                        |  |  |                          |  |
| Riccardo di Lincoln       |   | Adele di Francia       |                         |  |  |       |  |  |                        |  |  |                          |  |
|                           | … | …                      |                         |  |  |       |  |  |                        |  |  |                          |  |
|                           | … | …                      |                         |  |  |       |  |  |                        |  |  |                          |  |
|                           | … | …                      |                         |  |  |       |  |  |                        |  |  |                          |  |
| …                         | … |                        |                         |  |  |       |  |  |                        |  |  |                          |  |
|                           |   | …                      | …                       |  |  |       |  |  |                        |  |  |                          |  |
|                           |   | …                      | …                       |  |  |       |  |  |                        |  |  |                          |  |
|                           |   | …                      | …                       |  |  |       |  |  |                        |  |  |                          |  |
| Ansfrida                  |   | …                      |                         |  |  |       |  |  |                        |  |  |                          |  |
|                           |   | …                      | …                       |  |  |       |  |  |                        |  |  |                          |  |
|                           |   | …                      | …                       |  |  |       |  |  |                        |  |  |                          |  |
|                           |   | …                      | …                       |  |  |       |  |  |                        |  |  |                          |  |
| …                         |   | …                      |                         |  |  |       |  |  |                        |  |  |                          |  |
|                           |   | …                      | …                       |  |  |       |  |  |                        |  |  |                          |  |
|                           |   | …                      | …                       |  |  |       |  |  |                        |  |  |                          |  |
|                           |   | …                      | …                       |  |  |       |  |  |                        |  |  |                          |  |
|                           |   | …                      |                         |  |  |       |  |  |                        |  |  |                          |  |

### Fonti primarie
- (LA)  Chronicon Monasterii de Abingdon, Vol. II.
- (LA)  Florentii Wigorniensis monachi Chronicon, Tomus II.
- (LA)  Ordericus Vitalis, Historia Ecclesiastica, vol. II.
- (LA)  Ordericus Vitalis, Historia Ecclesiastica, vol. IV, liber X - XIII.
- (LA)  Ordericus Vitalis, Historia Ecclesiastica, vol. unicum.
- (LA)  Matthæi Parisiensis, monachi Sancti Albani, Chronica majora, vol I.
- (LA)  Guglielmo di Malmesbury, Gesta Regum Anglorum.
- (EN)  Chronicle of the Kings of England: From the Earliest Period to the Reign, of king William's children.
- (LA)  Historiæ Normannorum Scriptores Antiqui.

### Letteratura storiografica
- Louis Alphen, La Francia: Luigi VI e Luigi VII (1108-1180), cap. XVII, vol. V (Il trionfo del papato e lo sviluppo comunale) della Storia del mondo medievale, 1999, pp. 705–739
- William John Corbett, Inghilterra, 1087-1154, cap. II, vol. VI (Declino dell'impero e del papato e sviluppo degli stati nazionali) della Storia del Mondo Medievale, 1999, pp. 56–98.